# Joaquim Durão

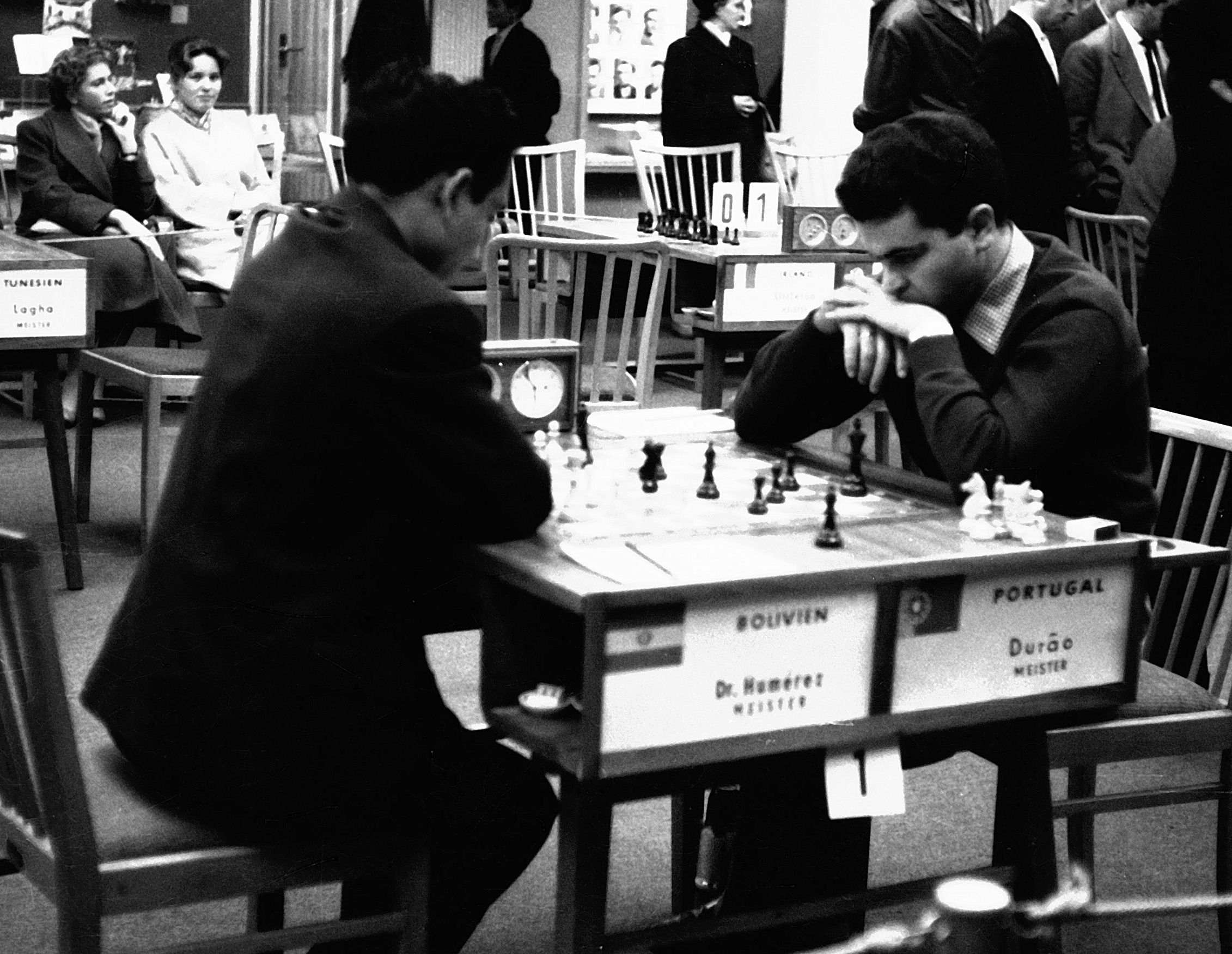
Partida Dr. Humérez - Durão, Olimpíada de Leipzig 1960.

Joaquim Manuel Durão (Lisboa, 25 d'octubre de 1930 - id., 21 de maig de 2015), fou un jugador d'escacs portuguès, que ostentà el títol de Mestre Internacional, essent el primer portuguès en obtenir-lo. Va ser també president de la Federació Portuguesa d'Escacs en tres períodes diferents, membre del comitè executiu de la FIDE entre 1982 i 1996, i vicepresident de l'esmentat organisme entre 1994 i 1996. Va romandre en actiu com a jugador fins al 2014. Va rebre l'Ordre del Mèrit, en grau de Comendador del President de la República, Jorge Sampaio.

## Resultats destacats en competició

### Campionat de Portugal
Un dels millors jugadors portuguesos de la història, Durão ha estat 13 cops Campió de Portugal: en el període comprès entre 1955 i 1973, va guanyar 13 dels 18 títols possibles; només João Cordovil en 3 ocasions i João Mário Ribeiro en dues li varen poder arrabassar el títol.

### Olimpíades d'escacs
Durão va representar Portugal en deu Olimpíades d'escacs, amb un resultat global de +51 =54 -46.